# Emma Ihrer
Emma Ihrer (Klodzko, Polònia, 3 de gener de 1857 - Berlín, Alemanya, 8 de gener de 1911) fou una feminista, dirigent sindicalista alemanya fundadora principal del moviment proletari de dones d'Alemanya.

## Biografia
Emma Rother nasqué el 3 de gener del 1857 a Glatz, Baixa Silèsia, filla d'un sabater. Li donaren una estricta educació catòlica romana. Es casà molt jove amb Emmanuel Ihrer, un apotecari vint-i-dos anys més gran que ella. Es traslladaren a Berlín el 1881. Va trobar treball com a barretera.

### Context sociopolític
Llavors les dones estaven privades dels seus drets i, segons la reaccionària llei de l'Associació Prussiana de 1850, es prohibia la participació de les dones en associacions polítiques. A l'octubre del 1878, la primera de les lleis antisocialistes privà als membres del Partit Socialdemòcrata del dret d'associació. No fou fins a la Llei d'Associació del 15 de maig del 1908 que es va permetre a les dones participar en activitats i organitzacions polítiques. Les treballadores s'enfrontaren a l'oposició dels homes treballadors, que les veien com una competència no desitjada, així com a l'oposició de l'estat autoritari, que els negava els drets civils bàsics.

### Començaments sindicalistes
Va parlar per primera vegada en públic en una reunió sobre "Com elevar la moralitat dels treballadors". Opinava que la prostitució formava part de la misèria dels treballadors i demanà l'eliminació de la brigada antivici, que era part del problema. El 13 de novembre del 1883, fundà Frauen-Hilfsverein für Handarbeiterinnen (Societat d'ajuda a les treballadores manuals), socialista i feminista. L'objectiu era encoratjar les seues membres, representar els seus interessos en el lloc de treball, donar préstecs en emergències i pagar beneficis per discapacitat. L'entusiasme d'Emma va disminuir en veure que l'associació es dedicava només a reformes menors.
El 26 de febrer del 1885, Emma Ihrer, Marie Hofmann, Pauline Staegemann i Gertrude Guillaume-Schack fundaren la Verein zur Wahrung der Interessen der Arbeiterinnen (Societat per a la protecció dels interessos de les treballadores). La societat funcionava com un grup de suport en què metges i advocats oferien serveis debades. Ihrer n'era secretària de la junta. Se'n fundà una sucursal a Berlín i altres organitzacions similars de dones en tot el Reich. Les treballadores de la confecció foren particularment actives, i fou per la seua influència que el Reichstag es va decidir a favor d'una enquesta oficial sobre els salaris en la indústria de la roba de vestir i la roba interior. L'associació també s'assegurà que el codi industrial inclogués disposicions contra la usura amb materials de treball. A l'abril del 1886, l'associació fou prohibida per ser política. Hofmann, Staegemann, Ihrer i Johanna Jagert foren jutjades. Quan la policia va dissoldre per la força l'associació, tenia més de mil membres.

### Líder sindical
El 1889 Ihrer i Clara Zetkin (1857-1933) anaren com a delegades del SPD al Congrés Socialista Internacional de París. Aquest fou el congrés fundacional de la Segona Internacional. Van presentar una moció contra la discriminació contra l'ocupació femenina que assegurava que les dones tinguessen els mateixos drets en el moviment sindical. En la tardor del 1890, el govern prussià abolí les lleis antisocialistes, i el treball sindical es reprengué. Del 16 al 17 de novembre del 1890 es realitzà la històrica primera conferència de sindicats alemanys, en què es va establir una Generalkommission der Gewerkschaften Deutschlands (Comissió General de Sindicats Alemanys). Ihrer insistí que els estatuts permeteren la filiació femenina, i va ser triada l'única dona en la junta de set persones de la Comissió General. Fou àmpliament reconeguda en la premsa com "l'ànima de tota l'agitació entre les dones socialistes".
Ihrer va descobrir que dècades després de la formació del SPD encara no hi havia un moviment de masses de dones proletàries, resultat de la supremacia masculina dins del partit, així com de les barreres legals. Ihrer creà el setmanari Die Arbeiterin (La treballadora), el primer número del qual va aparéixer al gener del 1891, però va tenir poc d'èxit. Fou un successor de l'efímer Die Staatsbürgerin (Ciutadanes), fundat per Gertrude Guillaume-Schack i prohibit al juny del 1886. Al gener del 1892, el fullet s'enfrontava a la ruïna financera i el gestionà llavors Clara Zetkin, que li canvià el nom per Die Gleichheit (Igualtat). Com suggereixen els títols, The Citizeness estava dirigit a dones que busquen drets polítics, The Woman Worker a les dones proletàries i Igualtat a les dones que busquen la plena igualtat de drets. El 1900, el nom d'Ihrer havia desaparegut del periòdic.
Ihrer fundà altres societats feministes, que en general eren de naturalesa socialista, la qual cosa li creà problemes quasi constants amb la policia. El 1893 Ihrer publica un fullet sobre l'origen i desplegament de les organitzacions obreres a Alemanya, i el 1898 publica un influent article sobre els treballadors en la lluita de classes. En la conferència del SPD del 1900, Ihrer exigí que el principi socialdemòcrata d'igualtat no continuàs sent teòric, sinó que es posàs en pràctica. El 1903, Ihrer fou nomenada presidenta d'una associació d'obreres industrials. El 1904 es constituí un comité sindical de dones amb Ihrer com a presidenta, amb l'objectiu de promoure el treball de les dones i ajudar a incloure les decisions apropiades en el Congrés. Va ajudar a fundar l'organització de criades, el Sindicat de Treballadores Domèstiques d'Alemanya, i durant un temps fou presidenta del Sindicat de Treballadores de Flors, Plomes i Fulles.

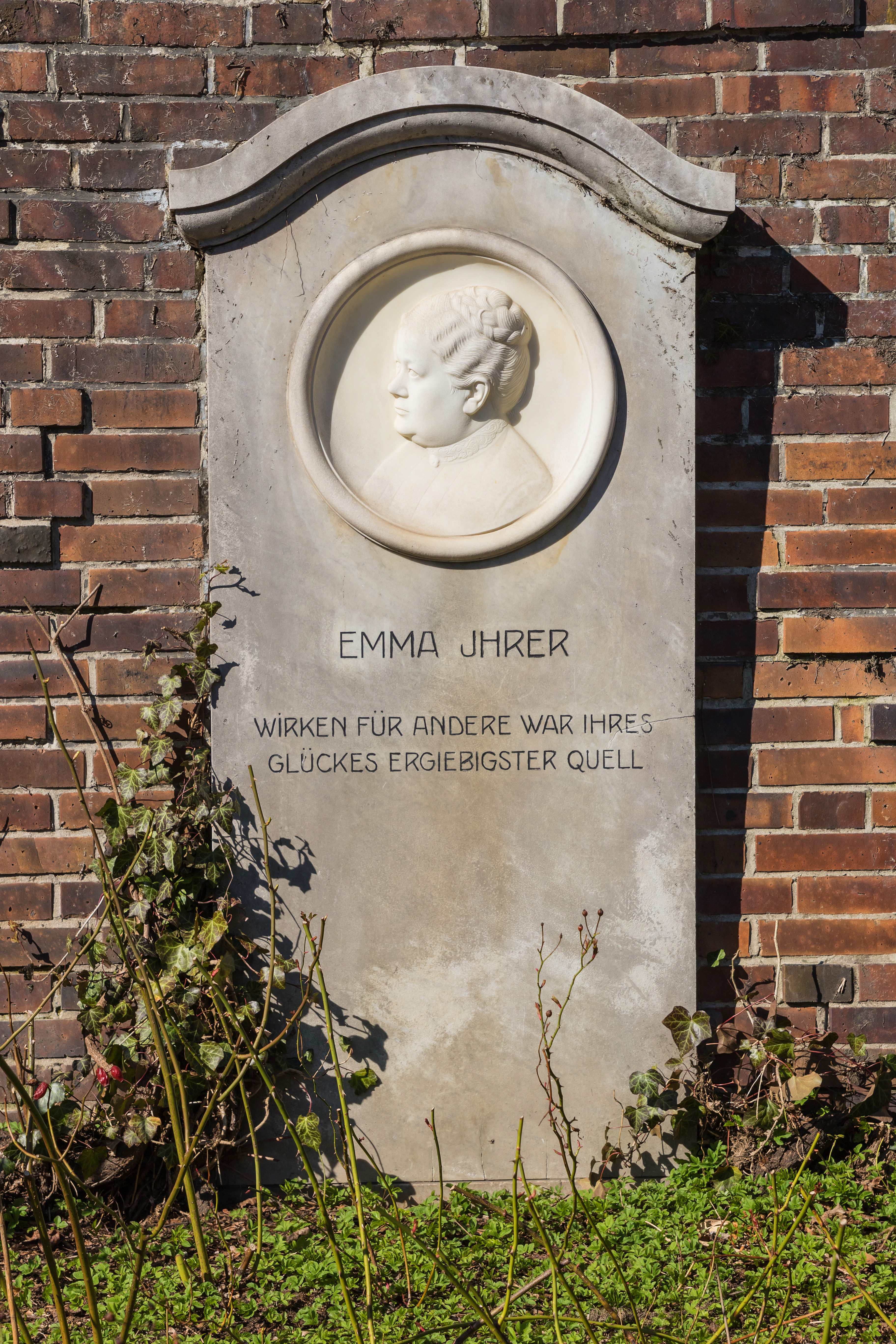
La tomba d'Emma Ihrer al Zentralfriedhof Friedrichsfelde de Berlín

Va morir el 8 de gener del 1911 a Berlín. La seua tomba es troba a Berlín-Lichtenberg, al cementeri central Friedrichsfelde (Memorial dels socialistes), Gudrunstraße.

## Controvèrsies
La primera associació pacifista alemanya, la fundà Julius Rupp, de la Congregació Lliure de Königsberg, el 1850. Emma Ihrer participà activament en la Free Religious Congregation en les dècades del 1870 i 1880, igual que altres fundadores de les primeres organitzacions de dones socialistes de Berlín, com ara Ottilie Baader i Agnes Wabnitz. Cap a finals del 1892, Ihrer declarà públicament que en una guerra el proletariat sofriria molt més que els fills de la burgesia.
Ihrer no estava d'acord amb la línia dura de no-cooperació de Clara Zetkin amb les feministes burgeses. Donà suport a Lily Braun el 1897 quan proposà una organització de dones reformista rival del SPD, que cooperaria amb les organitzacions burgeses en la lluita pel sufragi femení. Gertrud David, Helma Steinbach, Henriette Fürth i altres feministes socialistes també recolzaren la posició de Lily Braun.
El 1905, el diputat del SPD pel Reichstag, Edmund Fischer, escrigué un article en què afirmava que el treball de les dones a les fàbriques era "socialment insalubre, nociu... un mal del capitalisme que desapareixerà quan el capitalisme siga abolit".[12] Ihrer atacà l'article, en total desacord amb la caracterització de Fischer de les dones com a esposes i mares. Ella escrigué: "La maternitat és un objectiu de vida tan petit com ho és la paternitat". En la seua opinió, l'ideal de Fischer d'una vida familiar estable podria aconseguir-se no amb "la renúncia de les dones al seu treball i la dedicació de la seua energia física i mental a la casa únicament ... sinó més aviat amb la cooperació de tots els elements, inclosos sobretot els homes, especialment en la criança dels fills". Es preguntava per què les dones havien de valorar deures com les tasques de la llar que els homes menyspreaven.

## Premis i reconeixements
- El 3 de gener del 2018, Google recordà amb un Doodle el 161é aniversari d'Emma Ihrer.[13]
- L'Emma-Ihrer-Straße (Carrer d'Emma Ihrer) a Berlín, Bad Oldesloe[14] i Velten[15] s'anomenan en el seu honor.[16]
- El servei postal alemany emeté un segell que la representava.